# Mitchell Drummond
Pour les articles homonymes, voir Drummond.
Pas d'image ? Cliquez ici

a Compétitions nationales et continentales officielles uniquement.

b Matchs officiels uniquement.
Dernière mise à jour le 19 août 2022.
Mitchell Drummond, né le 15 février 1994 à Nelson (Nouvelle-Zélande), est un joueur international néo-zélandais de rugby à XV. Il joue au poste de demi de mêlée. Il évolue avec la franchise des Crusaders en Super Rugby depuis 2014, et avec la province de Canterbury en National Provincial Championship depuis 2013.

## Carrière

### En club
Natif de Nelson, Mitchell Drummond est scolarisé au Nelson College (en) dans ville natale, et joue au rugby avec l'équipe de l'établissement, dont il est le capitaine,.
Après avoir terminé le lycée, il reçoit des offres de la part de  l'académie de la province locale de Tasman, et celle de Canterbury. Il fait finalement le choix de la dernière, qu'il rejoint en 2013.
Peu de temps après son arrivée, il est retenu avec l'effectif professionnel de Canterbury pour disputer la saison 2013 de National Provincial Championship (NPC),. Il est alors considéré comme  le troisième demi de mêlée dans la hiérarchie, derrière le All Black Andy Ellis et Willi Heinz. Poursuivant son apprentissage derrière ces joueurs expérimentés, il joue une seule rencontre lors de la saison,.
Dans la foulée de sa saison avec Canterbury, il signe un contrat professionnel avec les Crusaders pour la saison 2014 de Super Rugby,. Après avoir joué ses premiers matchs lors de la présaison, il fait ses débuts en Super Rugby le 14 mars 2014 contre les Melbourne Rebels,. Toujours en concurrence avec Ellis et Heinz, il joue une unique rencontre lors de cette première saison.
La saison suivante, il profite de la blessure de Heinz, pour augmenter son temps de jeu et devenir la doublure d'Ellis,. Il continue ensuite sur la même lancée lors de la saison 2016.
En 2017, Andy Ellis quitte la franchise pour aller jouer au Japon, et il est remplaçé par Bryn Hall. Drummond se partage alors le poste avec Hall, et il est sur le banc des remplaçants lors des trois finales successives (en 2017, 2018 et 2019) que remportent les Crusaders,. Son statut d'habituel remplaçant est justifié par son entraîneur Scott Robertson par ses qualités de finisseurs et de vitesse, particulièrement utile en fin de match. 
En 2020, après l'interruption de la saison de Super Rugby, il dispute le Super Rugby Aotearoa avec son équipe, et remporte la compétition.

### En équipe nationale
Mitchell Drummond joue avec les Barbarians scolaire néo-zélandais (en) (équipe nationale scolaire A) en 2012.
Il est sélectionné pour évoluer avec l'équipe de Nouvelle-Zélande des moins de 20 ans pour participe au championnat du monde junior en 2014.
En 2017, il est invité par les Barbarians britanniques pour disputer un match contre la Nouvelle-Zélande. Peu de temps après cette rencontre, il est sélectionné avec la Nouvelle-Zélande pour jouer une rencontre considérée comme non-officielle contre France XV.
L'année suivante, il est rappelé par All Blacks par Steve Hansen pour participer à la tournée de novembre 2018 au Japon. Il connait sa première cape le 3 novembre 2018, à l’occasion d’un match contre l'équipe du Japon à Tokyo.

## Palmarès
- Vainqueur du NPC en 2013, 2015, 2016 et 2017 avec Canterbury.
- Vainqueur du Super Rugby en 2017, 2018, 2019 et 2022, 2023 et 2025 avec les Crusaders.
- Vainqueur du Super Rugby Aotearoa en 2020 et 2021 avec les Crusaders.

## Statistiques
Au 22 février 2022, Mitchell Drummond compte 1 cape en équipe de Nouvelle-Zélande, dont aucune en tant que titulaire, depuis le 3 novembre 2018 contre l'équipe du Japon à Tokyo.